# Nhóm ngôn ngữ Semit Nam
Nhóm ngôn ngữ Semit Nam là một nhánh giả định của ngữ tộc Semit. Semit là một nhánh của ngữ hệ Phi-Á lớn hơn hiện diện ở Bắc và Đông châu Phi và Tây Á.

## Lịch sử
"Quê hương" của nhóm ngôn ngữ Semit Nam đang bị tranh luận rộng rãi, với các nguồn như A. Murtonen (1967) và Lionel Bender (1997), cho rằng nó có nguồn gốc ở Ethiopia và những người khác cho rằng ở miền nam của Bán đảo Ả Rập. Một nghiên cứu gần đây dựa trên mô hình Bayes ước tính sự thay đổi ngôn ngữ đã kết luận rằng quan điểm thứ hai là khả thi hơn.

## Phân loại
Nhóm Semit Nam được chia thành hai nhánh không gây tranh cãi:
- miền Tây 
  - Ngôn ngữ Nam bán đảo Ả Rập cổ đại - không còn, trước đây được cho là tổ tiên của các ngôn ngữ Semit Nam bán đảo Ả Rập hiện đại, nhóm Nam bán đảo Ả Rập hiện đại bây giờ được phân loại là Semit Đông Nam. Tiếng Razih và tiếng Faifi có lẽ là các hậu duệ.
  - Các ngôn ngữ Semit sớm (Ethio-Semitic, Ethiopian Semitic) ở bờ biển phía nam của bán đảo Ả Rập và được tìm thấy trên Biển Đỏ ở vùng Sừng châu Phi, chủ yếu ở Ethiopia và Eritrea hiện đại.
- miền Đông 
  - Nam bán đảo Ả Rập hiện đại: Những ngôn ngữ này được sử dụng chủ yếu bởi các nhóm dân tộc thiểu số nhỏ trên Bán đảo Ả Rập ở Yemen (Mahra và Socotra) và Oman (Dhofar).

## Nhân khẩu học
Nhóm ngôn ngữ Semit Ethiopia cho đến nay có số lượng người bản ngữ hiện đại lớn nhất trong số các ngôn ngữ Semit ngoài tiếng Ả Rập. Các ngôn ngữ chính ở Eritrea chủ yếu, tiếng Tigrinya và tiếng Tigre, là các ngôn ngữ Ethiopia Bắc, còn tiếng Amhara (Ethiopia Nam) là ngôn ngữ chính được sử dụng ở Ethiopia (cùng với tiếng Tigrinya ở tỉnh bắc của vùng Tigray). Tiếng Ge'ez tiếp tục được sử dụng ở Eritrea và Ethiopia như một ngôn ngữ phụng vụ cho các nhà thờ Tewahedo Chính thống giáo.
Nhóm ngôn ngữ Nam bán đảo Ả Rập ngày càng bị lấn át bởi tiếng Ả Rập chiếm ưu thế hơn (cũng là một ngôn ngữ Semit) trong hơn một thiên niên kỷ. Ethnologue liệt kê sáu thành viên hiện đại của nhánh Nam bán đảo Ả Rập và 15 thành viên của nhánh Ethiopia.